# Закарпатська правда
Закарпатська правда — громадсько-політична газета.

## Історія
Заснована навесні 1920 року в Ужгороді І. І. Мондоком (видавець і головний редактор до 1926 року) як «Правда» — орган Міжнародної соціалістичної партії Підкарпатської Русі, з червня 1921 — орган Закарпатського крайового комітету КП Чехословаччини, з 1922 до жовтня 1938 року — «Карпатська правда», з листопада 1944 року — сучасна назва, у період з 1996 по 1997 не виходила. 
Друкували у Мукачеві та Ужгороді спочатку язичієм, а з 1926 року — українською літературною мовою. Видавали також календарі, додаток — «Читанка для працюючих». Виходила 6 разів на тиждень українською, російською, угорською («Kárpáti Igazi Szó») мовами; з 1991 року — щотижня, тиражем 14 тисяч примірників. 
Висвітлює громадсько-політичне життя, друкує матеріали про цікавих людей краю. Серед головних редакторів  — М. Сидоряк (1929), І. Локота (1930), О. Борканюк (1930–35), М. Климпотюк (1936–39, 1944 — кін. 1950-х рр.); з 2008 — А. Ганнусич.